# Dicrurus megarhynchus
El drongo de Nueva Irlanda  (Dicrurus megarhynchus) es una especie de ave paseriforme de la familia Dicruridae de Nueva Irlanda.

## Distribución y hábitat
Es endémica de la isla de Nueva Irlanda, en el archipiélago Bismarck, perteneciente a Papúa Nueva Guinea.

## Estado de conservación
El drongo de Nueva Irlanda tiene un rango pequeño rango, se lo encuentra en los bosques húmedos y nublados de la isla y hasta una altura de 1800 m s. n. m. Este hábitat está amenazado por la deforestación. El tamaño de la población no se ha cuantificado con precisión, pero se estima en varios cientos y tal vez miles. Por lo tanto se encuentra en la lista Roja de la UICN.